# Gentofte Kafferisteri
Gentofte Kafferisteri er et dansk kafferisteri og kaffegrossistfirma i Gentofte etableret i 1903 af G. Adolph. Primært blev der importeret kaffe fra Brasilien, Yemen og Java. Kaffen blev ristet i Gentofte og solgt til købmænd i Nordsjælland og København. I perioden 1940-45 blev der produceret kaffeerstatning af cikorierod. Efter anden verdenskrig voksede Gentofte Kafferisteri grundet landsdækkende mangel på kaffe, og frem til midten af 1960'erne blev en stor del af kaffen afsat til købmænd i hele Danmark. I 1972 flyttede Gentofte Kafferisteri til Skovlunde, hvor firmaet som de første i Danmark begyndte at producere biodynamisk og økologisk kaffe.
 Der er for få eller ingen kildehenvisninger i denne artikel, hvilket er et problem. Du kan hjælpe ved at angive troværdige kilder til de påstande, som fremføres i artiklen.